# Reguibat
Les Reguibat (en arabe : رقيبات ; en berbère : ⵉⵔⴳⵉⴱⵉⵢⵏ), sont un groupement tribal arabophone d'origine d'une part arabe chérif et berbère sanhadja, établi à cheval sur l'est du Sahara occidental, le sud du Maroc, le nord de la Mauritanie et l'extrême sud-ouest de l'Algérie (région de Tindouf).
Les Reguibat parlent l'arabe hassaniya et pratiquent principalement le rite malékite de l'islam sunnite.
Ils revendiquent la descendance de Sidi Ahmed al-Reguibi, un prédicateur islamique du XVIe siècle appartenant à la tribu arabe des Banu Hassan, lui même descendant d'Idriss Ier via le saint Abdeslam Ben Mchich Alami.

## Histoire
Les Reguibat revendiquent comme fondateur de la tribu Sidi Ahmed al-Reguibi (en), natif de l'Oued Draa (sud du Maroc), qui s'est installé entre la Saguia el-Hamra (nord du Sahara occidental) et le Oued Noun en 1503, et qui était lui-même présenté comme descendant du saint Abdeslam Ben Mchich Alami. Ils se revendiquent chérifs par cette ascendance.
Les Reguibat ne possédaient pas de terres au Sahara  ils finissent par acheter le terrain d'El Gaâda, plateau compris entre la Saguia el-Hamra et l'Oued Draâ où la tribu s'installe et prend de l'importance à la suite des conflits avec les tribus voisines sur lesquelles elle réussit à prendre l'ascendant entre le XIXe et le XXe siècle.
Les Reguibat forment l'une des tribus sahraouies les plus importantes du Sahara occidental et du royaume du Maroc. Lors du recensement espagnol de 1974, ils représentaient plus du quart de la population du Sahara occidental. Cette tribu domine les rangs du Front Polisario.

## Composition tribale
Le groupement des Reguibat est constitué de plusieurs tribus, regroupées au sein de deux confédérations,, :
- Reguibat Sahel, à l'ouest, qui nomadisent en Mauritanie, comportant les tribus Oulad Moussa, Souaad, Oulad Daoud, Lemouedenin, T'Halat, Oulad Taleb, Oulad Borhim et Oulad Cheikh ;
- Reguibat Charq, appelés aussi Legouacem à l'est, qui nomadisent dans la vaste zone entre l'oued Draa au nord, la Makteir au sud, Seguia el-Hamra à l'ouest, l'erg Chech à l'est, comportant les tribus Loubeïhat, Lahcen-ou-Hmad, Brahim-ou-DaoudSallam, Laayacha et Foqra.

## Personnalités reguibat
- El-Ouali Moustapha Sayed, fondateur du Front Polisario.
- Khalli-Henna Ould Errachid, président du Conseil royal consultatif pour les affaires sahariennes (CORCAS).
- Brahim Ghali, chef du Front Polisario et président de la République arabe sahraouie démocratique (RASD).
- Hammoudi Bouhanana, chef de tribu et homme politique marocain
- Mohamed Abdelaziz, ancien chef du Front Polisario et président de la République arabe sahraouie démocratique.
- Lahbib Ayoub, cofondateur du Front Polisario et ancien dirigeant militaire séparatiste ayant fait défection et rejoint le Maroc.
- Mohamed Cheikh Biadillah, homme politique et ancien ministre marocain.
- Hamdi Ould Rachid, homme politique marocain (député et président du conseil communal de Laâyoune).
- Adnane Abou Walid al-Sahraoui, fondateur de la branche sahélienne de l'Etat Islamique.
- Mohammed Bassiri, chef résistant anti-colonialisme (notamment espagnol)  sahraoui, issue du clan «Muezzin» et sa famille s'affirme descendants de Sidi Ahmed al-Rguibi[13].